# Johann Trommsdorff
Johann Bartholomew (Bartholomäus) Trommsdorff, né le 8 mai 1770 à Erfurt où il est mort le 8 mars 1837, est un pharmacien et chimiste allemand.

## Biographie

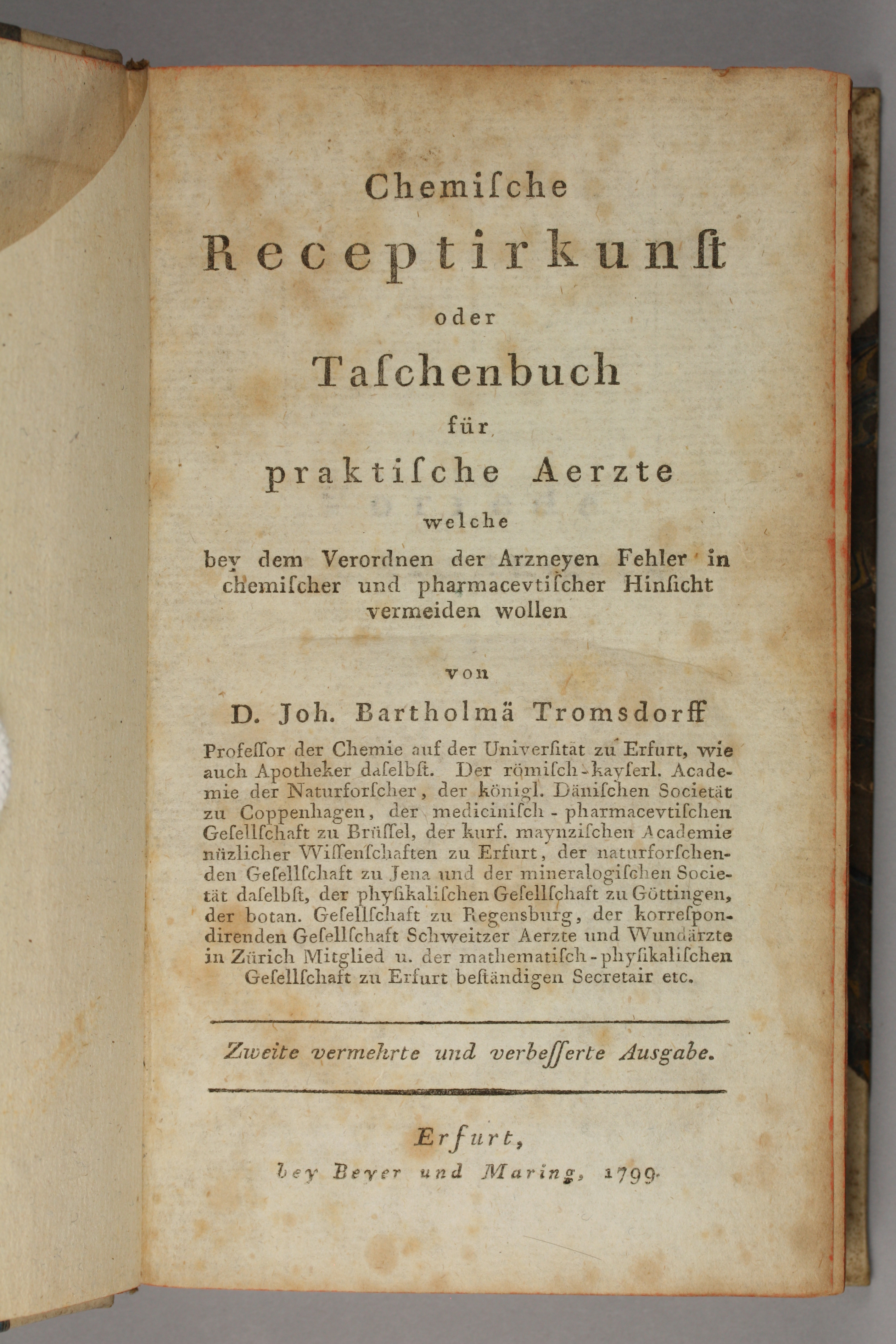
Chemische Receptirkunst, 1799

Fils de Wilhelm Bernhard Trommsdorff (1738–1782), pharmacien et professeur de chimie à l'université d'Erfurt, son père meurt alors qu'il n'a que douze ans, ce qui plonge la famille dans d'importants soucis financiers. Johann Trommsdorff commence son travail comme apprenti pharmacien à l'Hofapotheke de Weimar sous l'égide des amis de son père, Wilhelm Heinrich Sebastian Bucholz (de) et Friedrich August Göttling (de).
Il poursuit en 1788 ses études à Stettin et Stargard puis revient à Erfurt en 1790 où il prend en charge la pharmacie de son père. En 1795, il devient professeur associé à l’université d'Erfurt où il donne des lectures de dispensaires, de chimie et de minéralogie. Il fonde le Chemisch-physikalisch-pharmaceutische Pensionsanstalt für Jünglinge qui est considéré comme le premier institut pharmaceutique d'Allemagne. Entre 1795 et 1828, plus de 300 étudiants vont y passer.
Johann Trommsdorff est l'auteur de nombreuses publications de chimie et de pharmaceutique. En 1793, il a pris part, à tort, à un important débat sur la composition de l'oxyde de mercure(II). Son Journal der Pharmacie (1794–1834) était le principal périodique dans les domaines de la pharmacie et de la chimie pharmaceutique jusqu'en 1832, lorsque les Annalen der Pharmacie ont été publiés par Justus von Liebig.